# Szwedzka Formuła Renault 2.0
| Szwedzka Formuła Renault | Szwedzka Formuła Renault |
| ------------------------ | ------------------------ |
| Kategoria                | Wyścigi samochodowe      |
| Region                   | Skandynawia              |
| Pierwszy sezon           | 2002                     |
| Ostatni sezon            | 2010                     |
| Nadwozie                 | Tatuus                   |
| Silnik                   | Renault                  |
| Ostatni mistrz kierowców | Daniel Roos              |
| Ostatni mistrz zespołów  | BS Motorsport            |

Szwedzka Formuła Renault 2.0 (dawniej: Nordycka Formuła Renault 2.0 oraz Skandynawska Formuła Renault 2.0) – była seria wyścigowa samochodów jednomiejscowych organizowana w Skandynawii w latach 2002–2010 pod szyldem wyścigów FIA Formuły Renault. Wyścigi serii towarzyszyły Danish Touring Car Championship oraz Swedish Touring Car Championship.
W latach 2008–2010 istniała odrębnie Fińska Formuła Renault 2.0, do klasyfikacji której były jednak zaliczane wybrane wyścigi Szwedzkiej Formuły Renault 2.0.

## Mistrzowie
| Sezon | Oficjalna nazwa serii             | Mistrz               | Zespół             |
| ----- | --------------------------------- | -------------------- | ------------------ |
| 2002  | Formula Renault 2000 Scandinavia  | Philip Andersen      |                    |
| 2003  | Formula Renault 2000 Scandinavia  | Tom Pedersen         |                    |
| 2004  | Formula Renault 2000 Scandinavia  | Kasper Andersen      | Team Formula Sport |
| 2005  | Formula Renault 2.0 Nordic Series | Jesper Wulff Laursen | Racing Denmark     |
| 2006  | Formula Renault 2.0 Nordic Series | Steffen Møller       | KEO Racing         |
| 2007  | Nie rozgrywano                    | Nie rozgrywano       | Nie rozgrywano     |
| 2008  | Nie rozgrywano                    | Nie rozgrywano       | Nie rozgrywano     |
| 2009  | Formula Renault 2.0 Sweden        | Felix Rosenqvist     | BS Motorsport      |
| 2010  | Formula Renault 2.0 Sweden        | Daniel Roos          | BS Motorsport      |

### Fińska Formuła Renault 2.0
| Sezon | Mistrz           | Zespół                    |
| ----- | ---------------- | ------------------------- |
| 2008  | Jesse Krohn      | P1 Motorsport             |
| 2009  | Jukka Honkavuori | Koiranen Bros. Motorsport |
| 2010  | Miika Kunranta   | Koiranen Bros. Motorsport |